# Стравично
Кафана на Балкану - Стравично је српски филм из 2024. године у режији Сузане Пурковић, по сценарију Вање Булића, Николе Здравковића и Марка Бацковића по мотивима аутобиографије Ово сам ја певача Аце Лукаса. Представља наставак филма Покидан из 2023. године.
Насловну улогу тумачи Младен Совиљ као Пеђа Ковач, док су у осталим улогама Иван Ђорђевић, Сунчица Милановић, Мирсад Тука и Милош Пејовић. Премијера je одржана 19. новембра 2024. године.

## Радња
Други део филма Покидан заснован је на животној причи Аце Лукаса. Филм се бави данима у затвору Пеђе Ковача, изласком под сумњивим околностима, отплатом коцкарских дугова и покушајима да се лечи од разних зависности. Истовремено, велика популарност и терет елитног живота, где му је све доступно, додатно отежавају његов лични пут.

## Улоге
| Глумац            | Улога          |
| ----------------- | -------------- |
| Младен Совиљ      | Пеђа Ковач     |
| Иван Ђорђевић     | Вања           |
| Сунчица Милановић | Сандра         |
| Бранка Катић      | Исидора        |
| Мирсад Тука       | Командант      |
| Милош Пејовић     | Перо           |
| Марија Пикић      | Нада           |
| Милош Петровић    | Столе          |
| Дејан Дедић       | Борко Професор |
| Маринко Прга      | Паун           |
| Ђорђе Ђоковић     | Гили           |
| Антонио Скарпа    | Тамбура        |
| Алекс Вучковић    | Богдан         |
| Предраг Бјелац    | Инспектор      |
| Огњен Мићовић     | Матија         |
| Петар Новаковић   | Албанац        |
| Божидар Зубер     | Албанац        |
| Милица Шћепановић | Албанка        |
| Ања Радовановић   | Милијана       |
| Павле Поповић     | Срба           |